# برج ایروتل
برج ایروتل (به لاتین: Isrotel Tower) یک هتل و آسمان‌خراش در اسرائیل است که در تل‌آویو واقع شده‌است.